# Bergen-trilogien
Bergen-trilogien er en roman i 3 dele af den norske forfatter Gunnar Staalesen. 